# Paraccra
Paraccra là một chi bướm đêm thuộc phân họ Tortricinae của họ Tortricidae.

## Các loài
- Paraccra mimesa Razowski, 2005